# Tupolev ANT-58
Tupolev ANT-58 byl sovětský bombardovací letoun za druhé světové války, vyrobený pouze ve dvou prototypech (ANT 58, ANT 58U). Vývoj letadla pokračoval prototypy ANT-59 a ANT-60, výsledkem byl stroj Tupolev Tu-2.

## Specifikace

### Technické údaje
- Osádka: 3 (ANT-58), 4 (ANT-58U)
- Rozpětí: 18,70 m
- Délka: 13,20 m
- Výška: 4,20 m
- Hmotnost prázdného letounu: 7626 kg (ANT-58), 7823 kg (ANT-58U)
- Vzletová hmotnost: 11985 kg (ANT-58), 15526 kg (ANT-58U)
- Pohonná jednotka: 2 × letecký motor M-120 TK-2 (ANT-58), 2 motory AM-37 (ANT-58U)
- Výkon pohonné jednotky: 2x 1324 kW (ANT-58), 2x 1029 kW (ANT-58U)

### Výkony
- Maximální rychlost: 635 km/h (ANT-58), 610 km/h (ANT-58U)
- Cestovní rychlost: 482 km/h (ANT-58), 469 km/h (ANT-58U)
- Dostup: 10 600 m
- Dolet: 2500 km (ANT-58), 1900 km (ANT-58U)

### Výzbroj
- 2 × kanón ŠVAK ráže 20 mm,
- 4 × kulomet ŠKAS ráže 7,62 mm
- 3 000 kg bomb